# Далматинка
Далматинка је трећи студијски албум хрватске поп певачице Северине, објављен 1993. Продуценти албума су Зринко Тутић и Никша Братош, а остали сарадници Ненад Нинчевић и Златан Стипишић. Албум садржи осам ауторских песама и две обраде, песму Бијелог Дугмета „Не спавај, мала моја“ и песму „Марија Кристина“.  Објављена су два сингла са албума, песме "Далматинка" и "Палома Нера". Албум је пратила велика турнеја по Хрватској и Словенији.

## Топ листе
| Топ листа (1993 ) | Положај |
| ----------------- | ------- |
| Хрватска          | 1       |